# 恋いしくて
「恋いしくて」（こいしくて）は、UVERworldの11枚目のシングル。2008年9月10日にgr8!recordsから発売された。

## 概要
本作は、2007年の全国ツアー『UVERworld BUGRIGHT TOUR 2007』が終了したあたりで制作に入っている。カップリング曲の「志 -kokorozashi-」は、TAKUYA∞の尊敬するアーティストであるReigo5がかつて所属したバンド「tick」の楽曲をカバーしたもの。ライブではすでに披露されていた。
初登場3位を記録。ノンタイアップながら初動で約5万枚、累計でも7万枚近くを売り上げた。
キャッチコピーは、『誰もが一人は忘れられない名前を持っている。きっと、一生思い出してしまうのだろう』

## 収録内容
| #         | タイトル             | 作詞      | 作曲           | 編曲               |                 | 時間  |
| --------- | -------------------- | --------- | -------------- | ------------------ | --------------- | ----- |
| 1.        | 「恋いしくて」       | TAKUYA∞   | 克哉 / TAKUYA∞ | UVERworld & 平出悟 |                 | 5:21  |
| 2.        | 「志 -kokorozashi-」 | Reigo5    | Reigo5         | UVERworld          | 追加詞: TAKUYA∞ | 5:19  |
| 3.        | 「over the stoic」   | TAKUYA∞   | UVERworld      | UVERworld & 平出悟 |                 | 2:46  |
| 合計時間: | 合計時間:            | 合計時間: | 合計時間:      | 合計時間:          | 合計時間:       | 13:17 |

| #  | タイトル                                   | 作詞 | 作曲・編曲 |
| -- | ------------------------------------------ | ---- | ---------- |
| 1. | 「Just break the limit!」(limited edition) |      |            |
| 2. | 「UVERworld 予告編」                       |      |            |

## 楽曲解説
1. 恋いしくて
シングル表題曲としては、6thシングル「君の好きなうた」以来となるバラード[1]。また、克哉作曲によるシングル表題曲は初となる。PVは、合成した渋谷スクランブル交差点を背景に、メンバー以外の通行人たちがスローモーションで動く内容となっている。また、女優の堀田理紗が出演している。曲名は意図的に”恋い”としている。
魔法のiらんどとの企画で制作された音楽小説も公開された[2]。
2. 志 -kokorozashi-
tickの楽曲「志 -kokorozashi-」のカバー。UVERworldとしては初のカバー曲となった。歌詞の冒頭には、TAKUYA∞が思うReigo5への尊敬の言葉が綴られている。
3. over the stoic
ライブのみで披露されていたインスト曲。インスト曲のカップリング収録は初となる。2008年の全国ツアー『UVERworld PROGLUTION TOUR 2008』追加公演にて披露したものをアレンジしている。タイトルは、メンバー考案ではなく、スタッフがセットリストに仮タイトルで記載していたものを採用した。

## 収録アルバム
| 曲名       | アルバム名                                        | 発売日        | 備考                               |
| ---------- | ------------------------------------------------- | ------------- | ---------------------------------- |
| 恋いしくて | 『AwakEVE』                                       | 2009年2月18日 | 4thスタジオ・アルバム              |
| 恋いしくて | 『Neo SOUND BEST』                                | 2009年12月9日 | 1stベスト・アルバム                |
| 恋いしくて | 『ALL TIME BEST - BALLADE BEST (Re-Recording) -』 | 2018年7月18日 | 2ndベスト・アルバム 再録バージョン |